# 브록스토

브록스토의 위치

브록스토(영어: Broxtowe)는 잉글랜드 노팅엄셔주에 위치한 비도시 자치구로 중심 도시는 비스턴이며 인구는 111,780명(2014년 기준), 면적은 80.10km2이다.